# Christian Cwik

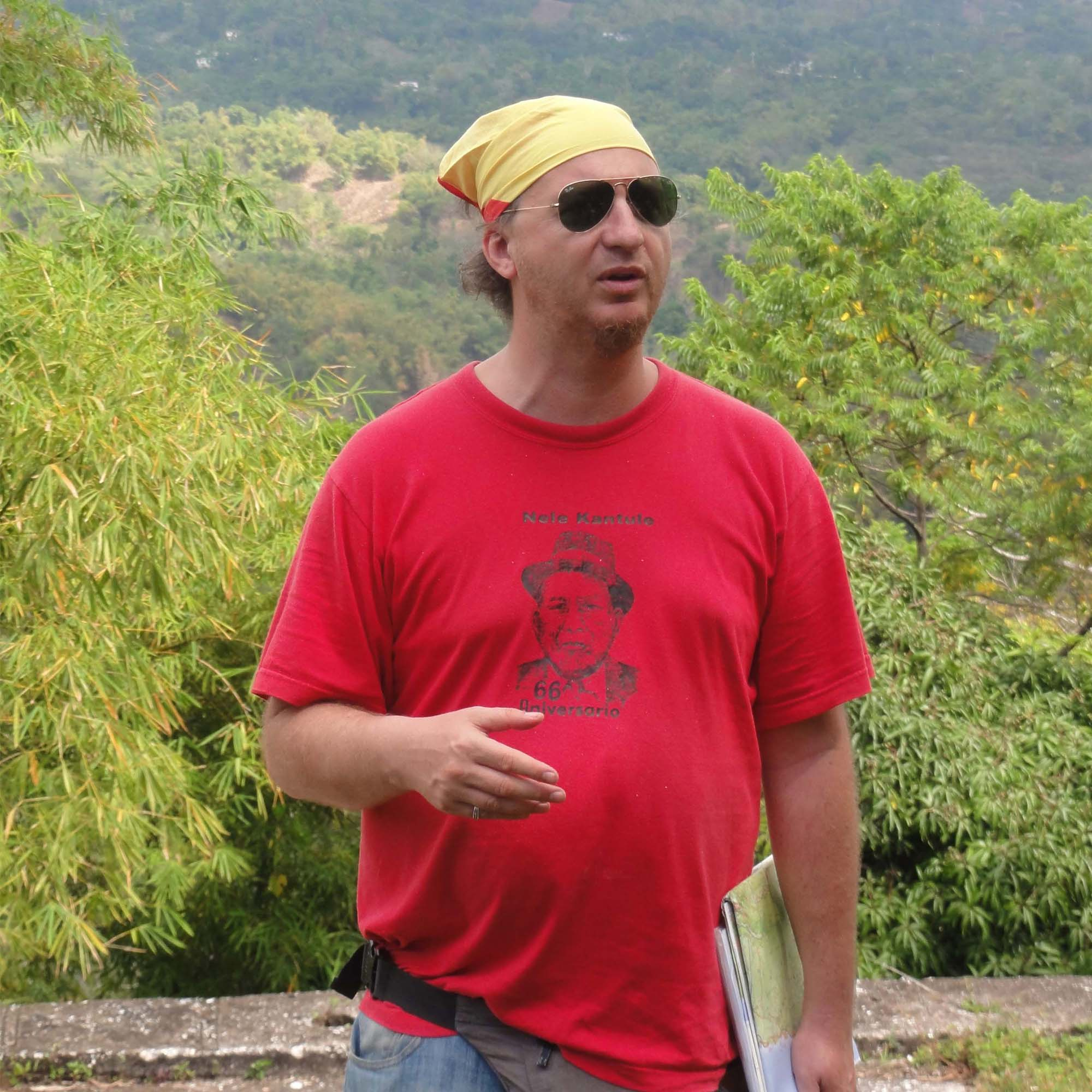
Christian Cwik in Maroon Town, Jamaika, 2012

Christian Cwik (* 2. November 1970 in Wien) ist ein österreichischer Historiker. Er arbeitet derzeit am Zentrum für Jüdische Studien (CJS) an der Universität Graz in Österreich. Seine Forschungsschwerpunkte beziehen sich auf lateinamerikanische, karibische und atlantische Geschichte. Er hat über 100 Artikel und Buchkapitel über Sklaverei und Widerstand in den Amerikas, Jüdische Diaspora, Shoa, revolutionäre Prozesse, Unabhängigkeiten und europäische Migration veröffentlicht.

## Leben
Christian Cwik wurde am 2. November 1970 in Wien geboren. Er ist der Enkel des bekannten österreichischen Malers und Bildhauers Ernst Fuchs. Er studierte bis 1996 Geschichte und Philosophie (Mag. phil.) an der Universität Wien und erlangte seinen Doktorgrad in Geschichte im Jahr 2000. Er verfügt außerdem über ein Postgraduierten-Diplom in Fortgeschrittenen Lateinamerikanischen Studien des  Österreichischen Lateinamerika-Instituts (LAI) in Wien (1997). 2024 habilitierte er sich im Fach Neuere und Neueste Geschichte an der Universität Graz.

## Karriere
Christian Cwik trat von 1999 bis 2000 dem Lehrkörper des Historischen Instituts der Universität Wien bei. Danach zog er nach Venezuela, wo er als  Forscher an der Central University of Venezuela lehrte und forschte. Im Herbst 2001 kehrte er nach Wien zurück und wurde Direktor des Institutes of Amerikanologie des KonaK Wien, bis er 2006 zum Professor für iberoamerikanische Kolonialgeschichte an die Bolivarian University in Caracas berufen wurde. Im gleichen Jahr begann seine Zusammenarbeit mit dem deutschen Historiker Michael Zeuske. Von 2009 bis 2010 war er als Dozent am Departamento de Historia und Departamento de Filosofía der Universidad de Cartagena in Kolumbien tätig. Im Herbst 2010 kehrte er nach Europa zurück um ein Semester lang als Interimsdozent am Historischen Seminar der Universität Erfurt in Deutschland zu lehren. Von 2012 bis 2013 unterrichtete er als DAAD Gastprofessor an der Universität von Havanna in Kuba, bevor er 2013 an die University of the West Indies in Trinidad und Tobago berufen wurde, wo er den Lehrstuhl für Atlantische und Europäische Geschichte des Historischen Seminars innehatte. Im Wintersemester (2015/16) vertrat er den Lehrstuhl für Lateinamerikanische Geschichte von Michael Zeuske an der Universität zu Köln. Außerdem lehrte Cwik an der Technischen Universität Dresden, der Universität Graz und der Universität Pablo de Olavide in Sevilla sowie an der Universidad del la Republica Uruguay. Von 2019 bis 2024 arbeitet er als Historiker am Zentrum für Inter-Amerikanische Studien (C.IAS) an der Universität Graz in Österreich. Anlässlich der 200 Jahre Gedenkveranstaltungen zur Unabhängigkeit Zentralamerikas veranstalte gemeinsam mit dem Wiener Historiker Laurin Blecha ein Internationales Kolloquium in Wien und Graz an dem u. a. Noam Chomsky als Eröffnungsredner auftrat.

## Theorien
Cwik vertritt die These der nicht abgeschlossenen spanischen Eroberung der Amerikas, der zufolge die Gebiete von unabhängigen indigenen Entitäten nahezu unverändert bis ins 19. Jahrhundert bestehen blieben. Innerhalb dieser Herrschaftsgebiete entstanden Grenzen, die die Niederlassungsgebiete für jene wurden, die aus der bestehenden Ordnung ausbrechen wollten, so wie Maroons, Arrochelados, Piraten und Filibustieren. Aus diesem Standpunkt heraus entwickelte Cwik das Konzept der „Unabhängigkeiten vor der Unabhängigkeit“. Gemeinsam mit dem italienischen Historiker Carlo Taviani (Center for Italian Renaissance Studies) der Villa i tatti[1], Harvard University, erforschte er die genuesischen Händlernetzwerke in Afrika und im Atlantik (circa 1450–1530), wobei Cwik die Beziehungen zwischen Genuesen und sephardischen Händlernetzwerken untersuchte (bis 2022). Dieses Forschungsprojekt fand am German Historical Institute in Rom statt.

## Schriften und redaktionelle Arbeit
Gemeinsam mit seiner Lebensgefährtin, der österreichischen Historikerin Verena Muth, realisierte Cwik verschiedene Forschungsreisen in Lateinamerika und der Karibik und leistete dabei Pionierarbeit, wie etwa bei der Durchquerung der Comarca de San Blas in Panama in einer Piroge. Seine Schriften über entlaufene Sklaven, Schmuggler, sephardische Händler, Shoa Flüchtlinge und Häftlinge in Internierungslagern sind immer in Relation zu den entsprechenden Landschaften zu setzen. Für das vielbändige von Wolfgang Benz herausgegebene Handbuch des Antisemitismus, schrieb Christian Cwik zehn Beiträge.

## Podcast
Von August 2020 bis Juli 2021 veröffentlichte Cwik gemeinsam mit dem deutschen Regionalwissenschaftler und Lateinamerikaexperten Christoph Halm einen History Podcast. In 41 Folgen von „Verzwickte Geschichte“ beantwortet Cwik Fragen zu historischen Ereignissen wie etwa der „Kubanischen Revolution“, „Sklaverei“, „Deutsche Kolonialgeschichte“ oder den „Bürgerrechtsbewegungen in den USA“.

## Ehrungen und Auszeichnungen
- 2017: Staff Research Award. School for Graduate Studies and Research. The University of the West Indies St Augustine, Trinidad and Tobago.
- 2005: Wissenschaftspreis der Stadt Wien[6]
- 2005: Preis der University Jubilee Foundation der Universität Wien

## Komitees und Mitgliedschaften
- 2015: Lenkungsausschuss, “Network of World and Global History Organizations (NOGWHISTO),” 22nd International Congress of Historical Sciences (CISH), Jinan, China, 23-29 August 2015.
- 2022–2026: Generalsekretär,  Asociación de Historiadores Latinoamericanos y del Caribe (ADHILAC) [Association of Latin American and Caribbean Historians].[7]
- 2014–2022: Vize-Präsident, Asociación de Historiadores Latinoamericanos y del Caribe (ADHILAC) [Association of Latin American and Caribbean Historians].[7]
- 2011–2017: Mitglied des Executive Council, Caribbean Economic History Association (AHEC).[8]
- 2010–2014: Vorsitzender des 11. International Meeting of the Association of Latin American and Caribbean Historians: The Congress of Vienna and and its Global Dimension,” University of Vienna, Österreich, 18-22 September 2014.[9]
- 1996–heute: Vorstandsvorsitzender des Forschungs- und Kulturvereins für Lateinamerika und die Karibik in Wien.[10]

## Publikationen (Auswahl)
- Laurin Blecha, Christian Cwik, Jörg Türschman (Hrsg.): La emancipación de América Central en su retrospectiva (1821–2021): Múltiples facetas de las Independencias De Gruyter Verlag, Berlin, Boston 2023, ISBN 9783110798791, 177 S., doi:10.1515/9783110798906
- Christian Cwik, Hans-Joachim König, Stefan Rinke (Hrsg.): Diktaturen in Lateinamerika im Kontext des Kalten Krieges. Verlag Hans-Dieter Heinz, Akademischer Verlag, Stuttgart 2020, ISBN 978-3-88099-669-4, 270 S.[11]
- Christian Cwik, Laviña Javier, Michael Zeuske: Esclavitud, huida y resistencia en Cuba [Slavery, Flight and Resistance in Cuba]. Continental American and Caribbean Studies Series, Vol. 1, Wissenschaftlicher Verlag, Berlin 2013, 206 Seiten, ISBN 978-3-86573-758-8.[12]
- Christian Cwik, Verena Muth: Von Wien nach Barranquilla. Flucht ins karibische Exil, 1938/39 – De Viena a Barranquilla. Huida al exilio caribeño, 1938/39 [From Vienna to Barranquilla. Flight to the Caribbean exile, 1938/39]. Translation: Isabella Andert. Vienna: Forschungs- und Kulturverein für Kontinentalamerika und die Karibik, 2012, 188 Seiten.[13]

### Zeitschriften
- Review. A Journal of the Fernand Braudel Center. 38 1/2: “Manfred KossoK: Toward a Historical Social Science.” Co-edited journal with Dale Tomich and Michael Zeuske. (Binghamton: New York State University Press, 2015). 212 Seiten[14]
- Revista Outros Tempos [Other Times Journal] 12:20 (2015), Dossiê “O Congresso de Viena em seu Bicentenário [Dossier: The Bicentenary of the Congress of Vienna]”: Co-edited journal with Marcelo Cheche Galves. (São Luís: Maranhão State University). 204 Seiten: www.outrostempos.uema.br
- Zeitschrift für Weltgeschichte. Interdisziplinäre Perspektiven [Journal of World History. Interdisciplinary Perspectives] 46:2 (2015), “The Congress of Vienna and its impact on World history”. Co-edited journal with Michael Zeuske. (Frankfurt a. Main, New York and Oxford [et al.]: Peter Lang International Academic Publishers). 208 Seiten. ISSN 1615-2581[15]